# مسابقات قهرمانی شنای پان پاسیفیک
مسابقات شنا پان پاسیفیک رویداد ورزشی است که از سال ۱۹۸۴ تاکنون هر چهار سال یک‌بار برگزار می‌شود.

## فهرست مسابقات
| دوره | سال  | مکان                    | تاریخ       |
| ---- | ---- | ----------------------- | ----------- |
| ۱    | ۱۹۸۵ | توکیو                   | آگوست ۱۵-۱۸ |
| ۲    | ۱۹۸۷ | بریزبن                  | آگوست ۱۳-۱۶ |
| ۳    | ۱۹۸۹ | توکیو                   | آگوست ۱۷-۲۰ |
| ۴    | ۱۹۹۱ | ادمونتون                | آگوست ۲۲-۲۵ |
| ۵    | ۱۹۹۳ | کوبه                    |             |
| ۶    | ۱۹۹۵ | آتلانتا                 |             |
| ۷    | ۱۹۹۷ | استان فوکوئوکا          | آگوست ۱۰-۱۳ |
| ۸    | ۱۹۹۹ | سیدنی                   | آگوست ۲۲-۲۹ |
| ۹    | ۲۰۰۲ | یوکوهاما                | آگوست ۲۴-۲۹ |
| ۱۰   | ۲۰۰۶ | ویکتوریا، بریتیش کلمبیا | آگوست ۱۷-۲۰ |
| ۱۱   | ۲۰۱۰ | ارواین، کالیفرنیا       | آگوست ۱۸-۲۲ |
| ۱۲   | ۲۰۱۴ | گلد کوست                | آگوست ۲۱-۲۵ |